# Cidaria deguttata
Cidaria deguttata är en fjärilsart som beskrevs av Franz Dannehl 1925. Cidaria deguttata ingår i släktet Cidaria och familjen mätare. Inga underarter finns listade i Catalogue of Life.